# Deschutes River (Washington)
 (mai 2018).
Si vous disposez d'ouvrages ou d'articles de référence ou si vous connaissez des sites web de qualité traitant du thème abordé ici, merci de compléter l'article en donnant les références utiles à sa vérifiabilité et en les liant à la section « Notes et références ».
Ne doit pas être confondu avec Deschutes River (Oregon).
La Deschutes River est une rivière de 80 km dans l'État américain de Washington.

## Géographie
Elle prend sa source dans la forêt nationale de Gifford Pinchot dans le comté de Lewis et se jette dans le sud du Puget Sound à Olympia dans comté de Thurston. Elle tient son nom d'un négociant en fourrure français, qui l'appela la rivière des Chutes.
Elle est célèbre la brasserie qui s'y installa durant de 1896 jusqu'à la Prohibition. L'Olympia Brewing Company et aussi SABMiller la rachetèrent après la Prohibition.  La rivière est bordée par de nombreux parcs dont le Pioneer Park et Tumwater Falls Park. Une descente populaire en canot pneumatique se fait de Pioneer Park aux Tumwater Falls.

## Source
- (en) Cet article est partiellement ou en totalité issu de l’article de Wikipédia en anglais intitulé « Deschutes River (Washington) » (voir la liste des auteurs).